# 944 هـ
944 هـ هي سنة في التقويم الهجري امتدت مقابلةً في التقويم الميلادي بين سنتي 1537 و1538.

## وفيات
- ابن الديبع الشيباني